# Monte San Giorgio (Cantone Ticino)
Il Monte San Giorgio è un monte nel sud del Canton Ticino in Svizzera, in prossimità del confine con la provincia di Varese in Lombardia (Italia). Raggiunge un'altezza di 1097 metri s.l.m. ed è circondato da due rami del Lago di Lugano (271 metri). Il Monte fa parte di un piccolo gruppo montuoso che comprende il Prasacco, il Poncione d'Arzo (1017 metri) e il Pravello (1015 metri), su cui passa la linea di confine tra Italia e Svizzera ed il Monte Orsa (998 metri) in territorio italiano. La cima del monte è situata in territorio svizzero ed è incluso nel sito omonimo dell'UNESCO che si estende a tutto il gruppo montuoso tra la Svizzera e l'Italia.

## Introduzione geografica

### Vie d'accesso
La regione del Monte San Giorgio comprende i comuni di Mendrisio (con il pittoresco nucleo del villaggio di Meride e i quartieri di Arzo, Tremona, Besazio, Rancate e Ligornetto), Riva San Vitale, Brusino Arsizio e Stabio in territorio svizzero e i comuni di Clivio, Porto Ceresio, Saltrio, Viggiù e Besano in territorio italiano (Lombardia, provincia di Varese). Si accede al Monte da Mendrisio, seguendo la strada che porta a Meride e ai 650 metri di Serpiano (frazione di Meride e Brusino Arsizio). Una seconda via d'accesso parte da Riva San Vitale, costeggia le rive del Lago di Lugano sino a Brusino Arsizio, dove una funivia conduce a Serpiano. Da qui in circa 1.5 ore un sentiero porta alla vetta, passando per l'Alpe di Brusino. Il percorso escursionistico che da Meride conduce alla vetta del Monte richiede poco più di 1.5 ore, lungo una comoda mulattiera di selciato. Salendo dal Serpiano (località Funivia) e da Crocefisso il sentiero è più impervio. 
Da qui nasce il fiume Lanza, che più a sud dà vita alla Val Morea.

## Riconoscimento UNESCO
Il Monte San Giorgio è da annoverare tra i più importanti giacimenti fossiliferi al mondo del Triassico Medio, un'epoca geologica compresa tra 247 e 237 milioni di anni fa. I fossili di questa montagna, noti per la loro varietà e per l’eccezionale stato di conservazione, sono stati portati alla luce e analizzati a partire dal 1850 da paleontologi svizzeri e italiani. Il riconoscimento internazionale di questo giacimento è confermato dall'iscrizione nella lista del Patrimonio mondiale dell'UNESCO avvenuta nel 2003 su versante svizzero e nel 2010 su quello italiano. Le principali collezioni dei reperti fossili sono conservate ed esposte presso il Museo dei fossili del Monte San Giorgio a Meride, il Museo dell'istituto di paleontologia dell'Università di Zurigo, il Museo Civico di Storia Naturale di Milano e il Museo dei fossili di Besano.

## Flora e fauna

### Fauna
Quanto alla fauna, le indicazioni raccolte e diffuse dal Museo cantonale di storia naturale di Lugano e dal Museo insubrico di storia naturale di Induno Olona si equivalgono e registrano più o meno le stesse specie di vertebrati e di invertebrati. Numerose specie sono inserite nelle Liste rosse nazionali, altre sono protette dalla Convenzione di Berna. Fra di esse spiccano soprattutto gli anfibi, i rettili, i gamberi e numerose farfalle.

### Flora
La varietà pedogenetica del suolo e le favorevoli condizioni climatiche fanno del comprensorio del Monte San Giorgio un territorio molto interessante dal profilo botanico e faunistico, unico sia per la Svizzera che per l’Italia settentrionale.
Sui suoli acidi domina il bosco di castagno e di rovere, accompagnato da betulla e da estesi popolamenti di agrifoglio. Il frassino preferisce suoli intermedi basici ad accentuata umidità. Sul suolo calcareo compaiono invece il bosco misto di latifoglie con prevalenza di carpino nero e il bosco misto di tiglio e di aspertula di Torino. Il bosco misto di latifoglie termofilo submediterraneo è presente sui suoli secchi e poco sviluppati. A questi suoli sono dovuti anche i cosiddetti prati magri (o prati secchi) che ospitano popolazioni vegetali poco o per niente diffuse sia nella regione insubrica sia nell’intera area sudalpina, offrendo una gran quantità di essenze. A riprova di questa ricchezza floristica, basti dire che sul versante italiano del Monte San Giorgio sono state contate 180 specie di cui 40 rare, minacciate e protette sia a livello nazionale svizzero che regionale italiano. Gli inventari dei prati magri del Cantone Ticino e della Provincia di Varese considerano di interesse prioritario la loro salvaguardia in quanto essi ospitano essenze vegetali di notevole significato ecologico. Fra quelle di particolare interesse si annoverano la dafne alpina (che sul Monte San Giorgio ha una presenza consistente a livello regionale italiano), la campanella odorosa (unica presenza in Svizzera), la lonchite (una felce rara), il gladiolo piemontese e il giaggiolo susinario (entrambi rari e presenti quasi esclusivamente qui).
Dal profilo micologico, il massiccio calcareo del Monte San Giorgio – Orsa – Pravello è di enorme interesse soprattutto a causa della presenza di specie tipiche per ambienti xerotermici, cioè con suoli aridi e clima a spiccata siccità. Sul lato svizzero sono state rilevate più di 550 specie di funghi, mentre sul lato italiano ne sono state trovate circa 480. L’eccezionalità del patrimonio fungino è confermata dall’elevato numero di boleti presenti sul monte:  la cronaca riporta che in una mostra micologica degli anni Settanta furono esposte ben 44 specie di boleti provenienti dalla sola area del Serpiano, fra cui alcune molto rare.

### Fauna e flora fossile
In oltre 150 anni di studi scientifici al Monte San Giorgio, nella successione rocciosa che ricopre un periodo di 5 Ma, sono stati ritrovati oltre 20'000 reperti fossili tra cui circa 25 specie di rettili, 100 specie di pesci, centinaia di specie di invertebrati, vegetali e microorganismi (vedi Monte San Giorgio (UNESCO)). Col trascorrere del tempo i paleontologi riuscirono a preparare, cioè a liberare dalla matrice rocciosa inglobante, fossili sempre più piccoli. Per questo motivo, nei primi anni la ricerca si concentrò su fossili di vertebrati tra cui rettili e pesci di grandi dimensioni, si passò poi allo studio di pesci di piccole dimensioni e, recentemente, di insetti e microorganismi. Nelle rocce del San Giorgio i fossili vertebrati presentano un grado di conservazione eccezionalmente buono e spesso scheletri completi. Sono stati ritrovati anche embrioni fossili sia di pesci che di rettili nonché le parti molli delle carcasse straordinariamente conservati, come alcuni pesci Saurichthys dove s'osserva addirittura l'apparato gastrointestinale. Tra i ritrovamenti più recenti vi sono insetti triassici tra cui la Tintorina meridensis (zanzara terrestre d'acqua dolce) lunga 17 mm, un coleottero, un odonato (libellula) e insetti archeognati lunghi 15 mm.
La flora fossile del Monte San Giorgio comprende oltre 50 ritrovamenti fossili di piante terrestri di dimensione compresa tra 1 e 15 cm. Queste piante, unitamente al ritrovamenti di rettili e insetti tipicamente terrestri, testimoniano l’esistenza di terre emerse ricoperte da vegetazione nei dintorni della laguna del San Giorgio.

## La presenza dell’uomo a partire dal Neolitico
La presenza dell’uomo sul Monte San Giorgio sin dalla preistoria è attestata da un discreto numero di ritrovamenti archeologici a Riva San Vitale e soprattutto a Tremona. In questo comune, in località Castello, un ampio scavo condotto dall’Associazione ricerche archeologiche del Mendrisiotto sta portando alla luce un’importante testimonianza della presenza più o meno continua di un insediamento fra il Neolitico (VI-III sec. a.C.) e il Basso Medioevo (XIII sec. d.C.). Le ricerche sistematiche condotte a titolo volontario da una quindicina di anni su un’area di circa due ettari hanno garantito il recupero di almeno duemila manufatti connessi alla vita quotidiana dell’insediamento, risalendo così fino ai preistorici abitatori della collina di Tremona.
I risultati delle ricerche permettono, su più livelli, una dettagliata ricostruzione delle strutture murarie, della tipologia delle abitazioni, delle attività artigianali svolte e dall’organizzazione sociale del villaggio. La scoperta di un centinaio di strumenti litici suddivisi in lamelle, raschiatoi, grattatoi, cuspidi e asce, di cui buona parte in un tipo di selce contenuta nelle rocce dei dintorni di Tremona e Arzo, conferma l’ipotesi che fossero fabbricati sul luogo già durante il Neolitico. Il ritrovamento di abbondanti resti di cereali ha inoltre permesso di ipotizzare le abitudini alimentari della popolazione.
L’atto conclusivo della lunga occupazione dell’insediamento fortificato è costituito, verso la metà del XIII sec., dall’attacco e dalla distruzione del villaggio, come comprovato dal ritrovamento di centinaia di punte di freccia tutte orientate nella stessa direzione e dall’incendio delle abitazioni, comunque già abbandonate poco prima dell’assalto. L’improvvisa interruzione delle attività in corso con l’abbandono di tutte le suppellettili e di importanti quantitativi di monete confermano tale ipotesi. Stranamente il villaggio non verrà ma più colonizzato. Un altro mistero riguarda la scoperta di quasi 845 monete nuove di conio del 1250, le quali costituiscono un vero e proprio tesoretto di difficile spiegazione per quel luogo.
Altrettanto importanti sono i ritrovamenti archeologici relativi all’epoca romana, come per esempio quelli di Riva San Vitale, dove sono state trovate sepolture, lapidi con iscrizioni e laterizi di produzione locale. Reperti della stessa epoca sono stati trovati anche a Besazio e Brusino Arsizio. Una necropoli romana e longobarda con reperti dell’Età del Ferro e, soprattutto, tre pietre con iscrizioni etrusche oggi conservate a Milano e a Coira costituiscono le scoperte più note del sito archeologico di San Pietro di Stabio. Questa località deriva il suo nome dal latino stabulum, cioè dalle stalle di epoca romana che indicano la presenza in luogo di un’importante guarnigione. L’Alto Medioevo è rappresentato, sempre a Riva San Vitale, dal noto battistero paleocristiano del V sec. e dal ritrovamento di una fibbia bizantina. Secondo l’ufficio cantonale dei beni culturali, i numerosi riferimenti a castelli nei toponimi locali, come a brusino Arsizio, Meride o Tremona, sono probabili testimonianze di baluardi medioevali poi distrutti o trasformati durante i secoli successivi.

## Turismo
Il Monte San Giorgio è da annoverare tra i più importanti giacimenti fossiliferi al mondo del Triassico Medio, un'epoca geologica compresa tra 247 e 237 milioni di anni fa. I fossili di questa montagna, noti per la loro varietà e per l’eccezionale stato di conservazione, sono stati portati alla luce e analizzati a partire dal 1850 da paleontologi svizzeri e italiani.

### Il Museo dei fossili del Monte San Giorgio
Il Museo dei fossili del Monte San Giorgio, ristrutturato e ampliato dall’architetto ticinese Mario Botta, è stato inaugurato nel mese di ottobre 2012. La struttura, che funge pure da Visitor Center della regione, mostra una raccolta di fossili di animali e piante provenienti dagli eccezionali giacimenti del Monte San Giorgio, oggi iscritto nel Patrimonio mondiale dell’UNESCO. Una ricostruzione lunga 2.5 m del sauro terrestre Ticinosuchus  accoglie il visitatore del nuovo Museo dei fossili, situato nel centro del paese di Meride. Esso viveva circa 240 milioni di anni fa ai margini di un mare subtropicale, insieme a molti pesci e altri sauri marini che si erano adattati alla vita acquatica. L’eccezionale stato di conservazione degli scheletri del Triassico Medio del Monte San Giorgio ha reso la “montagna dei sauri” un sito naturalistico di fama mondiale, oggi iscritto nel Patrimonio dell’umanità dell’UNESCO. Distribuito su quattro piani, il museo presenta una grande varietà di esseri viventi, che abitavano il mare e la costa del Ticino meridionale di allora. Illustrazioni e modelli rendono comprensibile al visitatore questo mondo da lungo scomparso